# Projekt Kaskad
Projekt Kaskad (17F111) – projekt radzieckiej bojowej stacji kosmicznej. Zatwierdzony w 1985 roku. Początkowo prowadzony przez NPO Energia, potem przez NPO Salut. Miała korzystać z rakiety Energia.
Stacja miała być uzbrojona w 10 małych pocisków ASAT (zaprojektowanych przez ToczMasz). Dzięki dużemu zapasowi paliwa, stacja miała mieć możliwość przemieszczania się nawet na orbitę geostacjonarną. Na lata 1986-1988 planowano pięć misji projektu Kaskad.